# Leopold Samter
Leopold Samter (ur. 1828 w Grodzisku Wielkopolskim, zm. 15 grudnia 1900 w Zielonej Górze) – rabin, meteorolog.

## Życiorys
Leopold Samter urodził się w 1828 roku w Grodzisku Wielkopolskim w rodzinie rabinackiej. Do Zielonej Góry przybył ok. 1860 roku i objął stanowisko rabina. Do jego przyjazdu w mieście, od chwili powstania gminy żydowskiej, było dwóch rabinów: dr Wiener (1840–1853) i dr Landsberg (1853–1860). Leopold Samter służył jako rabin do kwietnia 1900 roku, kiedy zrzekł się tej funkcji ze względu na stan zdrowia.
W latach 1882–1883 pod jego kierownictwem wybudowano w mieście synagogę na Glasserplatz, słynna z wyjątkowego wystroju. Został jej pierwszym rabinem.
Wykładał w miejscowych szkołach, był cenionym nauczycielem. Przez 30 lat należał do Zarządu Związku Rzemiosła i Ogrodnictwa w mieście, był jego członkiem honorowym i zastępcą przewodniczącego.
Był miłośnikiem róż, które uprawiał na terenie swojego ogrodu przy Hospitalstraβe (obecnie ul. Moniuszki 17). Należał do Towarzystwa Miłośników Róż. Po Towarzystwie w mieście pozostała na Wzgórzu Zielonogórskim (obecnie Braniborskim) Wieża Braniborska, postawiona na 25-lecie założenia, wybudowana w 1860 roku.
W listopadzie 1877 roku uruchomił w mieście pierwszą stację meteorologiczną. Wniosek Samtera o założenie stacji poparł profesor dr Arndt z Biura Statystycznego w Berlinie i dr Wilhelm Julius Forester, dyrektor Obserwatorium Astronomicznego w Berlinie. Leopold Samter prowadził obserwacje meteorologiczne przez 23 lat, aż do śmierci. Stacja Hydrologiczno-Meteorologiczna istniejąca obecnie przy ul. Andrzeja Struga 1A kontynuuje zapoczątkowane przez niego dzieło.
1 listopada 1877 Leopold Samter umieścił za oknem dzwon z ukrytymi wewnątrz termometrem i barometrem. Dzwon był platformą termometryczną. W pokoju jego domu przy obecnej ul. Moniuszki 1 znalazł się barometr lewarowy, w ogrodzie deszczomierz Mahlamanna. Na wysokim dachu budynku umieszczono wiatromierze. Obserwacje zapisał w rozbudowanych tabelach.
W stacji wykonywano, w ściśle ustalonych terminach (godz. 06, 14 i 20), obserwacje ciśnienia atmosferycznego, temperatury powietrza, wilgotności względnej, kierunku i prędkości wiatru. Mierzono również temperatury maksymalną i minimalną, wielkość opadów za dobę oraz grubość pokrywy śnieżnej. Notowane były również obserwacje wizualne, takie jak: wielkości zachmurzenia, widzialności oraz rodzaju i czasu występowania różnych zjawisk meteorologicznych. Po dziesięciu latach pracy, w 1887 roku, stacja została wyposażona w komplet nowych przyrządów, zmieniły się też godziny wykonywania obserwacji – prowadzono je o godzinie 07, 14 i 21.
Dr Leopold Samter został pochowany na cmentarzu żydowskim w Zielonej Górze u zbiegu ulic Chmielnej i Wrocławskiej.

## Publikacje
- Gottesdienstlicher Vortrag zur Sedanfeier am 2. September 1873 gehalten in der Synagoge zu Grünberg und auf allgemeines Verlagen veröffentlicht